# شهدخوار سینه‌زردآلو
شهدخوار سینه‌زردآلو (نام علمی: Cinnyris buettikoferi) نام یک گونه از سرده ریزشهدخوارها است.